# NBA All-Star Game 1964
L'NBA All-Star Game 1964, svoltosi a Boston, vide la vittoria finale della Eastern Division sulla Western Division per 111 a 107.
Oscar Robertson, dei Cincinnati Royals, fu nominato MVP della partita.

## Squadre

### Western Division
| Western Division |                        |     |     |     |     |     |     |     |     |
| Giocatore        | Squadra                | MIN | FGM | FGA | FTM | FTA | RIM | AST | PT  |
| Bob Pettit       | St. Louis Hawks        | 36  | 6   | 15  | 7   | 9   | 17  | 2   | 19  |
| Elgin Baylor     | Los Angeles Lakers     | 29  | 5   | 15  | 5   | 11  | 8   | 5   | 15  |
| Walt Bellamy     | Baltimore Bullets      | 23  | 4   | 11  | 3   | 5   | 7   | 0   | 11  |
| Guy Rodgers      | San Francisco Warriors | 22  | 3   | 6   | 0   | 0   | 2   | 2   | 6   |
| Jerry West       | Los Angeles Lakers     | 42  | 8   | 20  | 1   | 1   | 4   | 5   | 17  |
| Wilt Chamberlain | San Francisco Warriors | 37  | 4   | 14  | 11  | 14  | 20  | 1   | 19  |
| Terry Dischinger | Baltimore Bullets      | 13  | 2   | 4   | 3   | 3   | 2   | 1   | 7   |
| Bailey Howell    | Detroit Pistons        | 6   | 1   | 3   | 0   | 0   | 2   | 0   | 2   |
| Don Ohl          | Detroit Pistons        | 18  | 3   | 9   | 2   | 2   | 2   | 0   | 8   |
| Lenny Wilkens    | St. Louis Hawks        | 14  | 1   | 5   | 1   | 1   | 0   | 0   | 3   |
| Totale           |                        | 240 | 37  | 102 | 33  | 46  | 64  | 16  | 107 |
| All. Fred Schaus | Los Angeles Lakers     |     |     |     |     |     |     |     |     |

MIN: minuti. FGM: tiri dal campo riusciti. FGA: tiri dal campo tentati. FTM: tiri liberi riusciti. FTA: tiri liberi tentati. RIM: rimbalzi. AST: assist. PT: punti

### Eastern Division
| Eastern Division  |                    |     |     |     |     |     |     |     |     |
| Giocatore         | Squadra            | MIN | FGM | FGA | FTM | FTA | RIM | AST | PT  |
| Jerry Lucas       | Cincinnati Royals  | 36  | 3   | 6   | 5   | 6   | 8   | 0   | 11  |
| Tom Heinsohn      | Boston Celtics     | 21  | 5   | 12  | 0   | 0   | 3   | 0   | 10  |
| Bill Russell      | Boston Celtics     | 42  | 6   | 13  | 1   | 2   | 21  | 2   | 13  |
| Oscar Robertson   | Cincinnati Royals  | 42  | 10  | 23  | 6   | 10  | 14  | 8   | 26  |
| Hal Greer         | Philadelphia 76ers | 20  | 5   | 10  | 3   | 4   | 3   | 4   | 13  |
| Tom Gola          | New York Knicks    | 7   | 0   | 0   | 1   | 2   | 0   | 1   | 1   |
| Chet Walker       | Philadelphia 76ers | 12  | 2   | 5   | 0   | 0   | 0   | 0   | 4   |
| Len Chappell      | New York Knicks    | 12  | 1   | 5   | 2   | 2   | 1   | 2   | 4   |
| Wayne Embry       | Cincinnati Royals  | 21  | 6   | 14  | 1   | 1   | 7   | 1   | 13  |
| Sam Jones         | Boston Celtics     | 27  | 8   | 20  | 0   | 0   | 4   | 3   | 16  |
| Totale            |                    | 240 | 46  | 108 | 19  | 27  | 61  | 21  | 111 |
| All. Red Auerbach | Boston Celtics     |     |     |     |     |     |     |     |     |

MIN: minuti. FGM: tiri dal campo riusciti. FGA: tiri dal campo tentati. FTM: tiri liberi riusciti. FTA: tiri liberi tentati. RIM: rimbalzi. AST: assist. PT: punti